# 蜘蛛猴属
蜘蛛猴屬（學名：Ateles），統稱為蜘蛛猴或蜘蛛猿，蜘蛛猴科的一屬，生活于墨西哥以南到巴西的南部到巴西的中南美洲廣大地區的热带雨林中。與絨毛蛛猴屬是近親。是一種很难捕捉的小型动物，群居生活，群体数量可达35只以上。因相當細長的四肢和尾巴宛如蜘蛛而得名。

## 分类
本属现存的物种如下：
- 黑蜘蛛猴 Ateles paniscus
- 白額蜘蛛猴 Ateles belzebuth
- 秘魯蜘蛛猴 Ateles chamek
- 棕蜘蛛猴 Ateles hybridus
- 白頰蜘蛛猴 Ateles marginatus
- 棕頭蜘蛛猴 Ateles fusciceps
- 黑掌蜘蛛猴 Ateles geoffroyi